# Prithwindra Mukherjee
Pour les articles homonymes, voir Mukherjee.
Prithwindra Mukherjee (en bengali : পৃথ্বীন্দ্রনাথ মুখোপাধ্যায়), né le 20 octobre 1936 à Calcutta (Bengale, Inde britannique) et mort le 29 novembre 2024 dans le 20e arrondissement de Paris,, est un chercheur indien.
Établi à Paris depuis 1966, historien, ethnomusicologue, poète, traducteur, spécialiste de la civilisation et de la philosophie indienne, il est membre du Centre national de la recherche scientifique (CNRS) entre 1981 et 2003. Il est aussi l'auteur de nombreuses publications dans plusieurs langues (bengali, français, anglais).

## Biographie
Élevé à l'ashram de Sri Aurobindo à Pondichéry, sous la direction de la Mère, Prithwindra Mukherjee reçoit une formation pluridisciplinaire et multilingue (1948-1966). Il dispense des cours de langues et de littératures (bengalies, françaises et anglaises) au Centre International pour l'éducation, rattaché à l'ashram (1855-1966). Très jeune, il est reconnu comme « poète d'une aube nouvelle » par l'Académie des Lettres de New Delhi.  
Boursier du gouvernement français (1966-70), il s'installe à Paris pour soutenir sa première thèse sur Sri Aurobindo (1970) dans la section de l'Histoire de la Pensée moderne de l'ancienne Sorbonne. Chargé de recherche à mi-temps à l'École française d'Extrême-Orient comme assistant de Jean Filliozat, il dispense des cours complémentaires à l'INALCO (Paris III) et à l'Université de Paris XII. Par ailleurs, il produit des émissions pour Radio-France, et travaille comme pigiste pour l'hebdomadaire Desh de Calcutta, ainsi que pour le quotidien Le Monde.
En 1975, Raymond Aron accepte de diriger sa thèse pour le doctorat d'État (Université Paris IV). Il consulte les archives américaines depuis Washington jusqu'à Berkeley, avec une bourse de la Fondation Fulbright (1981). Admis au Laboratoire UMR.7107 du Centre national de la recherche scientifique (1981-2003), il mène à bien deux projets majeurs : un travail sur les origines intellectuelles du mouvement d'indépendance de l'Inde (1893-1918); puis une Étude cognitive sur les échelles fondamentales de la musique indienne du Nord et du Sud. Le premier de ces travaux débouchera en fait sur sa thèse d’État, soutenue en 1986 sous la présidence d'Emmanuel Le Roy Ladurie mais commencée avec Raymond Aaron, décédé entre-temps (1983).
Il est aussi l'auteur d'essais et de conférences sur la littérature française, ainsi que de traductions d'auteurs français (René Char, Albert Camus, Saint-John Perse), travaux qui lui vaudront d'être surnommé « M. France »[réf. souhaitée].
En 2003, Henri Dutilleux met en musique le poème Danse cosmique de Prithwindra Mukherjee (hommage à Shiva Nataraja) comme point de départ pour son opus Correspondances, pour voix et orchestre, cycle de cinq mélodies dédié à la soprano Dawn Upshaw sur des textes de Mukherjee, Soljenitsyne, Rilke et van Gogh.
Prithwindra Mukherjee est marié et père de trois enfants.

## Décorations
- Chevalier de l'ordre des Arts et des Lettres (2009)
- Chevalier de l'ordre des Palmes académiques (2015)
- Padma Shri (2020). Décernée par le gouvernement indien.

## Prix
- L'Académie des inscriptions et belles-lettres lui a décerné le prix Hirayama 2014 pour l'ensemble de ses publications
- Le Gouverneur du Bengale-Occidental lui a décerné le prix Sri Aurobindo 2003
- L’État du Bangladesh a rendu des hommages officiels à Prithwindra Mukherjee pour les services qu'il a rendus lors de la lutte de libération (1971)

## Principaux ouvrages
Prithwindra Mukherjee est l'auteur de plus de 60 ouvrages, d'environ 400 articles et communications, d'une douzaine de 33T/ CD, deux films documentaires (Audiovisuel CNRS).
- Les racines intellectuelles du mouvement d'indépendance de l'Inde (1893-1918), préface de Jacques Attali, Éd. Codex, Talmont-Saint-Hilaire, 2010, 472 p.  (ISBN 978-2-918783-02-2)[4] (texte remanié de sa thèse de doctorat)
- Thât/Mélakartâ, Les échelles fondamentales de la musique indienne du Nord et du Sud, préface du Pandit Ravi Shankar, New Delhi, Indira Gandhi Centre, 2003 (édition anglaise) ; Paris, Éd. Publibook, 2010, 494 p[5]. (Compte-rendu en ligne - consulté le 13 février 2020)
- Bagha Jatin : Life and Times of Jatindranath Mukherjee, New Delhi, National Book Trust, 2010 (présentée par S. E. Pranab Mukherjee, ministre indien des Finances).
- Sri Aurobindo, Paris, Desclée de Brouwer, coll. « Biographies », 2000 (présentée par S. E. Sibal, Ambassadeur de l'Inde en France).